# Scala del dolore delle punture di insetto di Schmidt

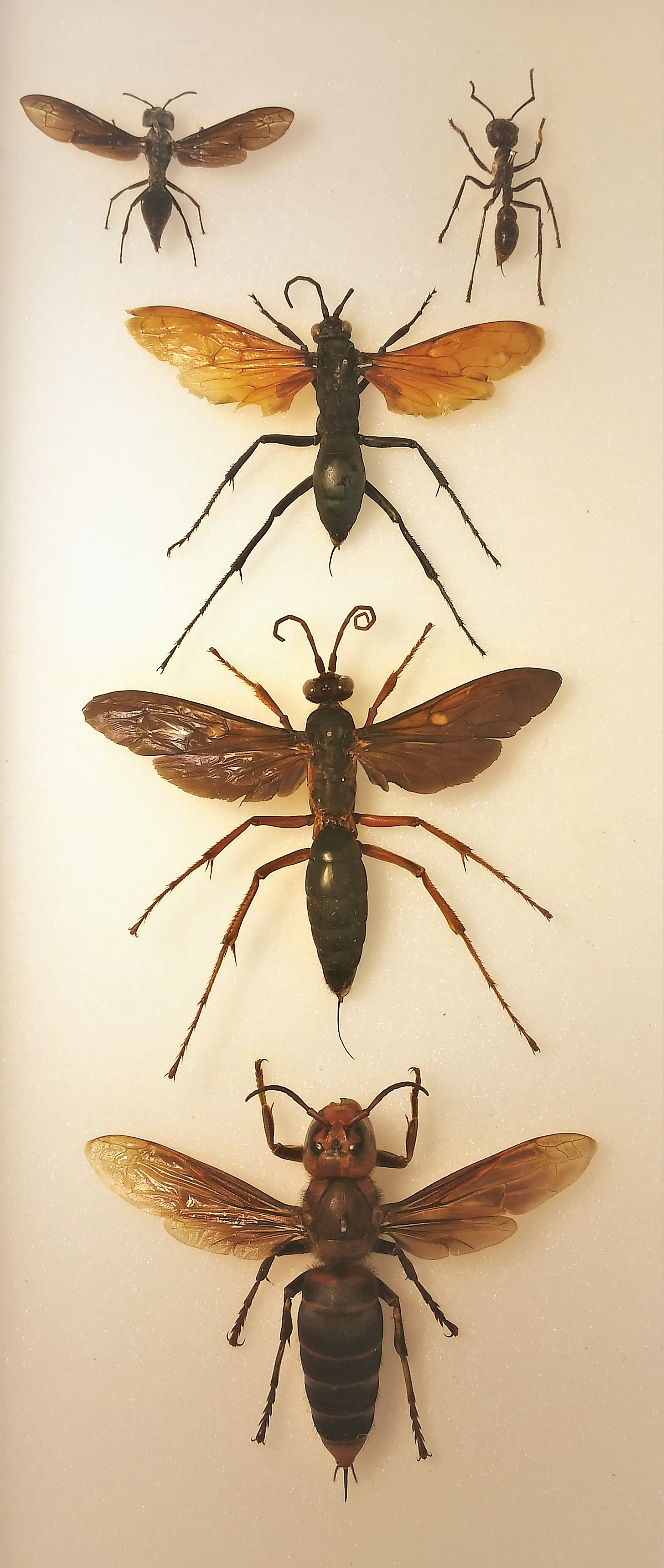
Composizione rappresentante la scala del dolore delle punture di insetto di Schmidt. Dall'alto: Synoeca surinama, Paraponera clavata, Pepsis sp., Hemipepsis sp., Vespa mandarinia magnifica. Collezione privata.

La scala del dolore delle punture di insetto di Schmidt è una scala per misurare l'intensità del dolore percepito dall’uomo in seguito alla puntura di diverse specie di insetti imenotteri.

## Storia

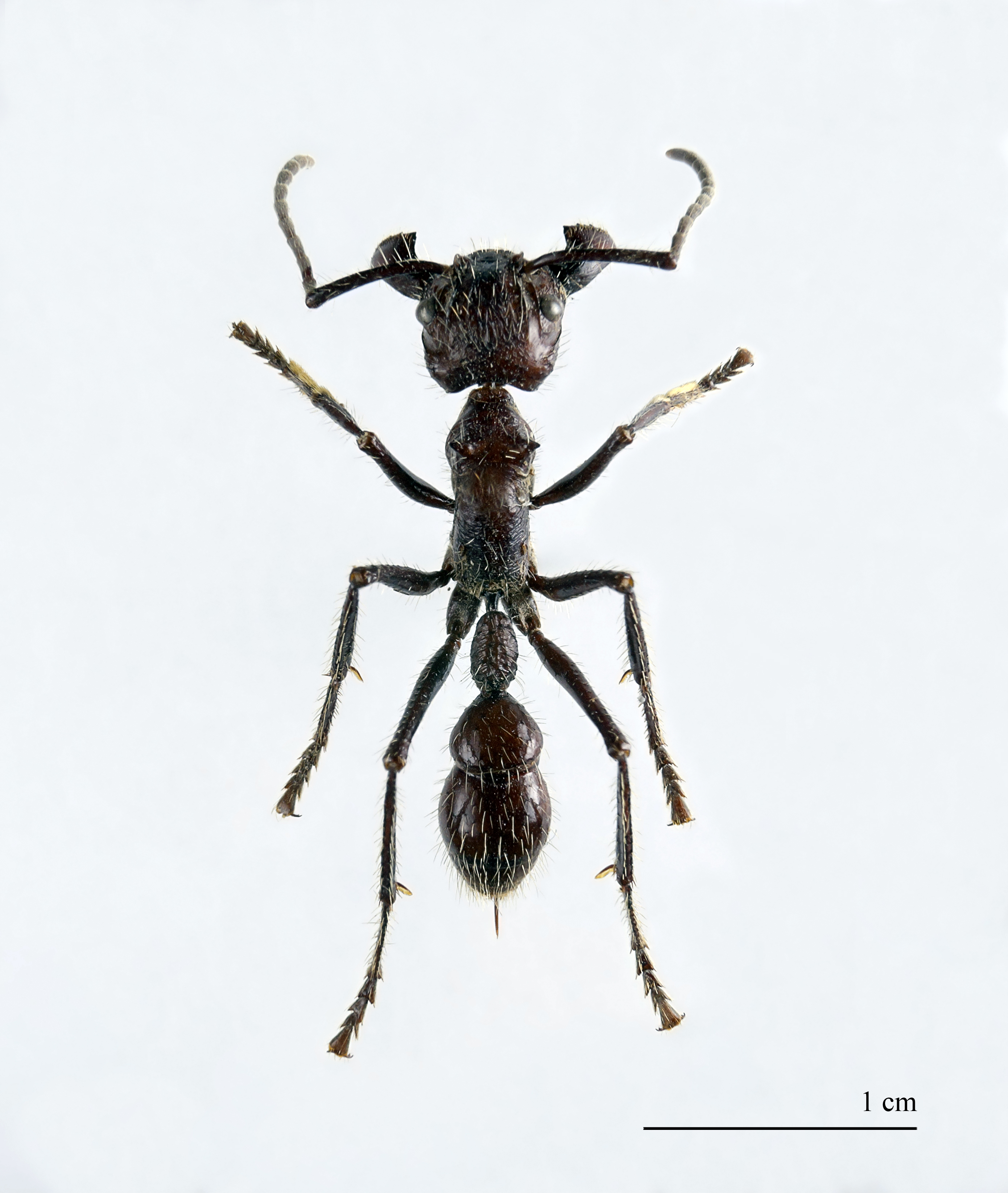
Formica proiettile (Paraponera clavata)

L'indice fu messo a punto grazie alle ricerche di Justin Orvel Schmidt, entomologo presso il centro per le ricerche sulle api "Carl Hayden" di Tucson, in Arizona, Stati Uniti.  Schmidt ha pubblicato diversi articoli scientifici sul tema e rivendica di essere stato punto dal più alto numero di imenotteri.
La sua ricerca originaria, pubblicata nel 1983, era un tentativo di sistematizzare e confrontare le proprietà emolitiche dei veleni iniettati dagli insetti. La scala presentata nella ricerca parte dal valore di 0 per le punture che sono completamente inefficaci contro gli esseri umani (in quanto non sono in grado di bucare la pelle), fino al valore 2 per il dolore tipico di una puntura di ape o vespa, per poi finire al valore massimo di 4 per le punture più dolorose.
La Synoeca septentrionalis, insieme ad altre vespe nel genere Synoeca, le formiche proiettile (Paraponera clavata) e i falchi delle tarantole (vespe del genere Pepsis) sono le uniche specie che producono punture che raggiungono il massimo della scala. Nelle conclusioni della ricerca, Schmidt presenta alcune descrizioni degli esempi più dolorosi, ad esempio quelli della puntura della Paraponera clavata, che produce un dolore immediato e lancinante con intorpidimento alle pressioni di una punta di matita, così come tremore nella forma di impulsi del tutto incontrollabili che scuotono la parte interessata.
Successivamente, Schmidt ha rideterminato la sua scala in un articolo pubblicato nel 1990, che classifica le punture di 78 specie e 41 generi di imenotteri. Schmidt ha descritto alcune delle esperienze con vividi dettagli: ad esempio la puntura della vespa falco della tarantola è stata paragonata ad un asciugacapelli acceso caduto dentro una vasca idromassaggio.
Secondo alcuni, i numeri esatti delle punture subite da Schmidt appaiono inverosimili e non compaiono in nessuna delle sue pubblicazioni scientifiche, tranne in un articolo pubblicato nel 1996 sulla rivista statunitense Outside.

## Scala
La scala presentata nella ricerca parte dal valore di 0 per le punture che sono completamente inefficaci contro gli esseri umani (in quanto non sono in grado di bucare la pelle), fino al valore 2 per il dolore tipico di una puntura di ape o vespa, per poi finire al valore massimo di 4 per le punture più dolorose.
L'indice di Schmidt vale solo per le punture degli insetti imenotteri; tuttavia, anche altri insetti causano punture molto dolorose, come quelle di alcuni esemplari dei Belostomatidae. Le descrizioni nella tabella seguente sono traduzioni fedeli al testo originale di Schmidt. Più alcune delle sue esperienze fatte su YouTube.
| Valore | Tipo di insetto                                          | Tipo di dolore                                           | Descrizione del dolore                                                                                          |
| ------ | -------------------------------------------------------- | -------------------------------------------------------- | --- |
| 1,0    | Api del genere Halictidae                                | dolore lieve, passeggero, quasi intenso                  | Una piccola scintilla che ha bruciato un pelo sul braccio                                                       |
| 1,2    | Formica di fuoco                                         | acuto, improvviso, un po' allarmante                     | Come camminare su un tappeto di tessuto felpato per raggiungere l'interruttore della luce                       |
| 1,8    | Formica dell'Acacia cornigera. (Pseudomyrmex ferruginea) | dolore insolito, penetrante, acuto                       | Qualcuno vi ha sparato una punta nella guancia                                                                  |
| 2,0    | Vespa                                                    | dolore intenso, forte e leggermente urgente              | Simile a una mano schiacciata in una porta girevole                                                             |
| 2,0    | Vespula                                                  | dolore caldo e fumoso, quasi irriverente                 | Immaginate W. C. Fields mentre vi spegne un sigaro sulla lingua                                                 |
| 2,x    | Ape mellifera, ape africanizzata e calabrone europeo     |                                                          | Come farsi fare il solletico da Freddy Krueger                                                                  |
| 3,0    | Formica mietitrice rossa (Pogonomyrmex barbatus)         | dolore forte e deciso                                    | Qualcuno sta usando un trapano per forarvi un'unghia incarnita                                                  |
| 3,0    | Vespa del genere Polistes                                | dolore e bruciore caustico, con sapore decisamente amaro | Come aver rovesciato un bicchiere di acido cloridrico su un taglietto causato dalla carta                       |
| 4,0    | Vespa del genere Pepsis                                  | dolore accecante, feroce, elettrico                      | Un asciugacapelli acceso caduto nella vasca idromassaggio                                                       |
| 4,0+   | Formica proiettile (Paraponera clavata)                  | dolore puro, intenso, brillante                          | Come camminare su un fuoco di carboni ardenti con un chiodo affilato e arrugginito di 8 cm piantato nel tallone |
| 4.0++  | Vespa Polistes Carnifex                                  | Intenso, puro, duraturo, eterno                          | Come avere la pelle della zona punta (in questo caso l'avambraccio) spellata e scorticata.                      |

## Riconoscimenti
Nel settembre 2015 a Schmidt e Michael Smith è stato assegnato l'umoristico premio Ig Nobel, per le loro ricerche sugli imenotteri.